# Sugiyamaella japonica
Sugiyamaella japonica är en svampart som beskrevs av Kurtzman 2007. Sugiyamaella japonica ingår i släktet Sugiyamaella och familjen Trichomonascaceae.   Inga underarter finns listade i Catalogue of Life.